# 青図

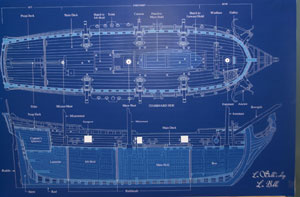
船舶の青図の例

青図（あおず、英語: blueprint）は、原図を専用の印画紙に焼付けた際、青い線で表われるもの。以前は青地に白線で表われる物が使われた。現在は主に大判の図面のコピーに使われている。青写真あるいは青焼きとも呼ばれる。
建築土木図面の多くは、トレーシングペーパーに作図され、ジアゾ複写機（青焼機）で複製される。その複製を青図という。図面は「完成予想図」という意味を持ち、「青図を描く」とは、完成予想をするという意味でも使われる。日本語の青図と言う言葉は見かけなくなったが、英語のブループリントと言う言葉は今日も多種多様な業界で使われている。

## 概要
かつてはコストが安かったため青焼きが多用されたが、近年、手書きで図面を書くことが少なくなり、CADで描かれる機会が増えるにつれて、複写せずとも複数枚出力すれば事足りるようになり、配布される図面が「白」（普通紙コピー、PPC、青焼きと区別して「白焼き」と呼ばれることもある）になることが増えつつある。青図は、製図台や定規とともに、現場事務所からなくなりつつあるものであるといえる。
ジアゾ複写機は、日本ではリコーのみが製造販売するようになっていたが、そのリコーも2007年に製造を終了しており、保守は2015年3月に、消耗品の販売は2016年3月末日をもってそれぞれ終了した。
青図を焼くには、原紙か第二原図を感光紙の上に載せ、複写機に入れる作業が必要であり、露光程度は速度で持って調整される。また、感光紙の感度により速く複写できる感光紙もあるが、感度の高い感光紙は保存状態が悪いと感光してしまった状態となり、使用できなくなる。この状態を「風邪を引いた」と呼ばれることがある。
青図は鮮明度が低く、手書きの数字などが判読不能であることが多いものの、図面の寸法そのままで読図できるので、ものの大きさが重要であった。CAD図であっても、寸法の表記を信用することなく測長が必要な場合もある。